# Огуноде, Феми
Феми Сеун Огуноде (англ. Femi Seun Ogunode, род. 15 мая 1991 года) — катарский легкоатлет нигерийского происхождения, который специализируется в беге на короткие дистанции. 4-кратный победитель Азиатских игр, трёхкратный чемпион Азии. Занял 8-е место на чемпионате мира 2011 года на дистанции 400 метров.
У него есть младший брат Тосин Огуноде, который также легкоатлет и выступает за Катар.

## Допинг
15 декабря 2011 года в его крови был найден запрещённый препарат кленбутерол. За это он был отстранён от соревнований на период с 8 января 2012 до 8 января 2014 года.